# Thagria unidentata
Thagria unidentata är en insektsart som beskrevs av Nielson 1986. Thagria unidentata ingår i släktet Thagria och familjen dvärgstritar. Inga underarter finns listade i Catalogue of Life.